# Dysschema principalis
Dysschema principalis är en fjärilsart som beskrevs av Jörgensen 1935. Dysschema principalis ingår i släktet Dysschema och familjen björnspinnare. Inga underarter finns listade i Catalogue of Life.